# Time Again
Albums de David Sanborn
Inside
(1999) Closer
(2005)
Timeagain est le dix-neuvième album du saxophoniste David Sanborn sorti en 2003.
Il marque le retour du saxophoniste après 4 ans d'absence. Se confirme dans cette dernière œuvre la volonté d'un jeu plus jazz de l'artiste,
et qui se poursuivra dans l'album suivant, Closer

## Liste des morceaux
1. Comin' home baby (Ben Tucker)
2. Cristo redentor (Duke Pearson)
3. Harlem nocturne (Earle Hagen)
4. Man from Mars (Joni Mitchell)
5. Isn't She Lovely? (Stevie Wonder)
6. Sugar (Stanley Turrentine)
7. Tequila (Chuck Rio)
8. Little Flower (D. Sanborn)
9. Spider b. (D. Sanborn/ Ricky Peterson)
10. Delia (D. Sanborn)

## Personnel
- David Sanborn – saxophone alto, piano
- Christian McBride – basse
- Russell Malone – guitare
- Steve Gadd – batterie
- Mike Mainieri – vibraphone
- Don Alias – percussions
- Gil Goldstein – piano
- Ricky Peterson – claviers